# حمام قهی
حمام قهی مربوط به دوره قاجار است و در شهرستان اصفهان، بخش جلگه، روستای تاریخی قهی واقع شده و این اثر در تاریخ ۲۴ اسفند ۱۳۸۳ با شمارهٔ ثبت ۱۱۵۳۷ به‌عنوان یکی از آثار ملی ایران به ثبت رسیده است.